# 沃伊內亞薩鄉 (沃爾恰縣)

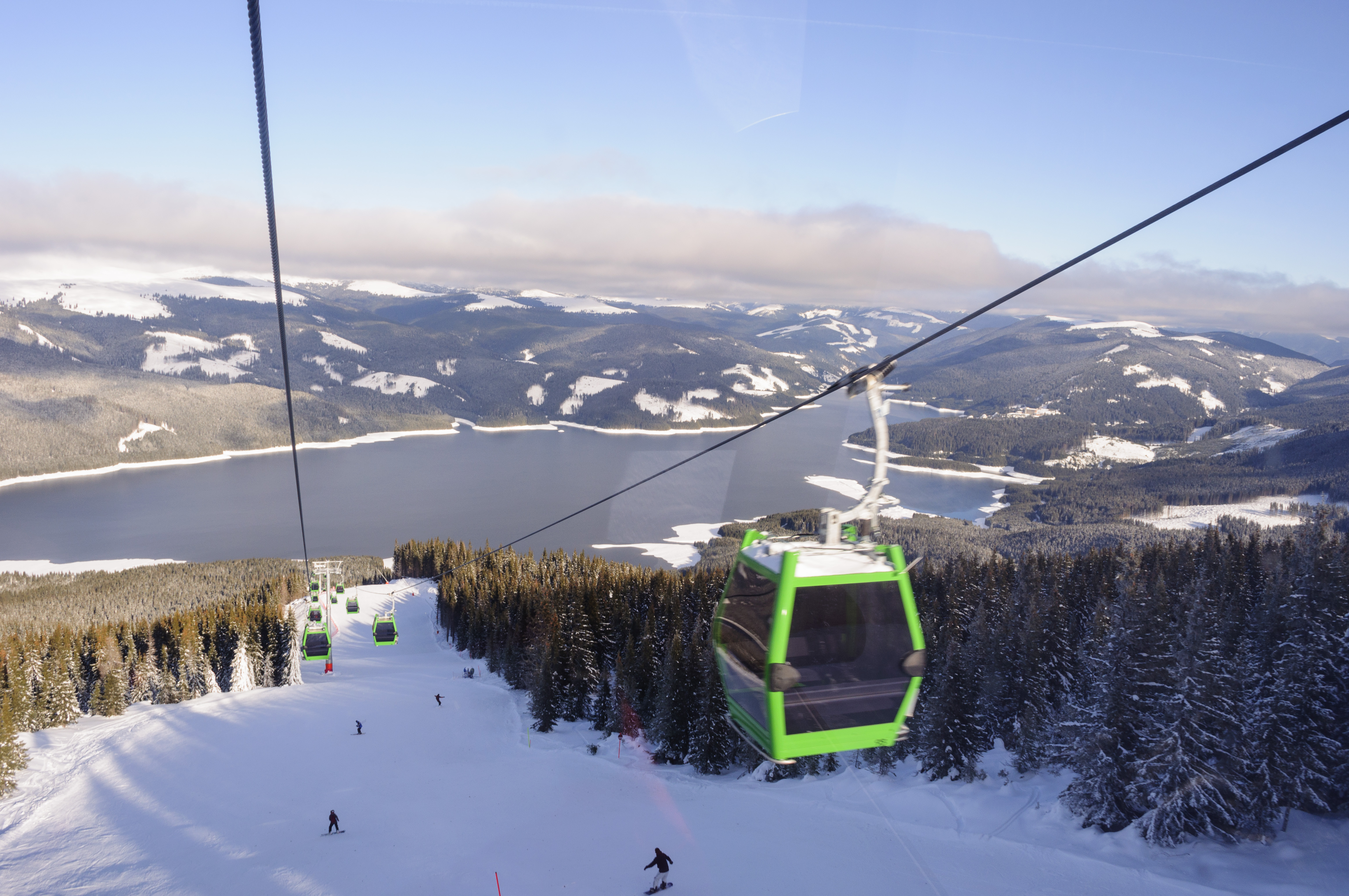

45°25′N 23°57′E / 45.417°N 23.950°E
沃伊內亞薩鄉（羅馬尼亞語：Comuna Voineasa, Vâlcea），是羅馬尼亞的鄉份，位於該國西南部，由沃爾恰縣負責管轄，處於布加勒斯特西北面200公里，每年平均降雨量1,241毫米，海拔高度745米，2002年人口1,661。